# Agustina Salazar
Agustina Salazar (* 16. Juni 2002) ist eine argentinische Sprinterin und Hürdenläuferin, die sich auf die 400-Meter-Distanz spezialisiert hat.

## Sportliche Laufbahn
Erste internationale Meisterschaftserfahrungen sammelte Agustina Salazar im Jahr 2022, als sie bei den U23-Südamerikameisterschaften in Cascavel in 57,99 s den siebten Platz im 400-Meter-Lauf belegte und mit der argentinischen 4-mal-400-Meter-Staffel in 3:49,15 min auf den vierten Platz gelangte. Zudem gewann sie in der Mixed-Staffel in 3:31,97 min die Silbermedaille hinter dem ecuadorianischen Team.
2022 wurde Salazar argentinische Meisterin im 400-Meter-Hürdenlauf.

## Persönliche Bestzeiten
- 400 Meter: 57,12 s, 27. August 2022 in Posadas
- 400 m Hürden: 63,18 s, 10. April 2022 in Concepción del Uruguay